# Copa da Escócia de 1913–14
A Copa da Escócia de 1913-14 foi a 41º edição do torneio mais antigo do futebol da Escócia. O campeão foi o Celtic F.C., que conquistou seu 9º título na história da competição ao vencer a final contra o Hibernian F.C., pelo placar de 4 a 1.

## Premiação
| Copa da Escócia de 1913-14      |
| Escócia                         |
| ------------------------------- |
| Celtic F.C. Campeão (9º título) |